# Жупник Олександр
Жупник Олександр (нар. 1 листопада 1930 — 1 лютого 1993) — лікар, австрійський громадський діяч. 

## Біографія
Народився в с. Молодятин (нині село Коломийського району Івано-Франківської обл.). 
Фахову освіту отримав на медичному факультеті університету в Братиславі (Чехословаччина) 1951–57, після чого працював повітовим лікарем. 1967 переселився до Австрії. 1972 став ґмінним лікарем Відня, згодом — радником Охорони здоров'я міста. Від 1981 був головою Охорони здоров'я 22-го району столиці Австрії (понад 100 тис. осіб). 1984 його іменовано надрадником Охорони здоров'я Відня. Від 1982 викладав в Українському вільному університеті (Мюнхен, Німеччина), від 1985 — у Колеґії св. Йосафата (Рим, Італія). 1985 був співорганізатором та першим головою відновленого Українського лікарського товариства в Австрії, 1988 — співорганізатором конгресу Світової федерації українських лікарських товариств у Відні. Брав участь у наукових з'їздах: Українського лікарського товариства Північної Америки (Вашингтон, 1985) та Українського лікарського товариства в Австралії (1986). Активний діяч української громади Відня, опікувався українськими втікачами з Польщі та Боснії.
Автор багатьох наукових розвідок: Проблеми діагностики і лікування туберкульозу (1985), Ядерна катастрофа в Чорнобилі та її наслідки (1986).
Нагороджений Президентом Австрії грамотою «Заслужений лікар Австрії» (1984), Світовим конгресом вільних українців — медаллю св. Володимира.
Помер у м. Відень.